# 12142 Franklow
12142 Franklow là một tiểu hành tinh vành đai chính với chu kỳ quỹ đạo là 2034.0120719 ngày (5.57 năm).
Nó được phát hiện ngày 24 tháng 9 năm 1960.